# Liste der Baudenkmale in Wathlingen
In der Liste der Baudenkmale in Wathlingen sind alle Baudenkmale der niedersächsischen Gemeinde Wathlingen im Landkreis Celle aufgelistet. Die Quelle der Einträge ist der Denkmalatlas Niedersachsen mit tw. Kürzungen. Der Stand der Liste ist der 26. Mai 2024.

## Allgemein
In den Spalten befinden sich folgende Informationen:
- Lage: die Adresse des Baudenkmales und die geographischen Koordinaten. Kartenansicht, um Koordinaten zu setzen. In der Kartenansicht sind Baudenkmale ohne Koordinaten mit einem roten Marker dargestellt und können in der Karte gesetzt werden. Baudenkmale ohne Bild sind mit einem blauen Marker gekennzeichnet, Baudenkmale mit Bild mit einem grünen Marker.
- Bezeichnung: Bezeichnung des Baudenkmales
- Beschreibung: die Beschreibung des Baudenkmales. Unter § 3 Abs. 2 NDSchG werden Einzeldenkmale und unter § 3 Abs. 3 NDSchG Gruppen baulicher Anlagen und deren Bestandteile ausgewiesen.
- ID: die Objekt-ID des Baudenkmales
- Bild: ein Bild des Baudenkmales, ggf. zusätzlich mit einem Link zu weiteren Fotos des Baudenkmals im Medienarchiv Wikimedia Commons. Wenn man auf das Kamerasymbol klickt, können Fotos zu Baudenkmalen aus dieser Liste hochgeladen werden:

| Lage                                               | Bezeichnung                     | Beschreibung | ID       | Bild           |
| -------------------------------------------------- | ------------------------------- | --- | -------- | -------------- |
| Alter Hof 5 52° 32′ 26″ N, 10° 9′ 26″ O            | Mausoleum                       | Schlichter, verputzter Ziegelbau unter Satteldach, weit zurückgesetzt auf Grundstück mit Grünfläche und Zugangsallee. Fassade durch Blendnischen strukturiert, Giebelfeld profiliert eingefasst. Über dem Zugang Wappenstein der Familie von Lüneburg. 1830 errichtet. | 33764788 | BW             |
| Alter Hof 5 52° 32′ 25″ N, 10° 9′ 26″ O            | Allee                           | Die Allee aus Kastanien führt von Süd nach Nord auf das Mausoleum der Familie von Lüneburg zu. Nachpflanzung vermutlich Ende des 20. Jahrhunderts. | 33764809 | BW             |
| Am Bahnhof 3 52° 32′ 11″ N, 10° 8′ 55″ O           | Bahnhof Wathlingen              | Zweigeschossiger verputzter Massivbau unter steilen, gestaffelten Satteldach, zur Ostseite mit Halbwalmdach. Zur Nordseite vorgezogener seitlicher Risalit, davor Eingangsvorbau mit Mansarddach. Nordöstlich weiterer Zugang. Differenziertes Fenstergefüge mit scheitrechten Galgenfenstern und sprossengeteilten Oberlichtern. Giebelfelder in Fachwerk mit gerundeten Balkenköpfen und vertikalen Bohlenbehang mit Zierschnitt. Südlich polygonaler Erderker. Östlich schließt eingeschossiger Fachwerkbau mit verputzten Ausfachungen als Lagerschuppen an. 1920 errichtet. | 33764828 | BW             |
| Am Bahnhof 3 52° 32′ 11″ N, 10° 8′ 53″ O           | Nebengebäude Bahnhof Wathlingen | Eingeschossiger und achsensymmetrischer Putzbau über H-förmigen Grundriss unter abgewinkeltem Satteldach. Gebäudeseiten risalitartig vorkragend, mit gekuppelten, schmalen Rechtecksfenstern, darüber Spitzgiebel mit vertikalen Holzbehang und ovalem Oculus, Ortgänge mit starken Hölzern verbrettert. Fachwerk-Drempel mit Sichtgefüge. Rundherum verschiedene Türen und Wirtschaftstore eingelassen. | 33764849 | BW             |
| Am Schmiedeberg 2 52° 32′ 19″ N, 10° 9′ 12″ O      | Torscheune                      | Dem Hofgefüge traufständig vorangestellte Querdurchfahrtscheune über annähernd quadratischen Grundriss auf Feldsteinsockel unter Satteldach in roter Hohlpfannendeckung mit Aufschieblingen. Fachwerkgefüge mit zweifeldigen Streben, doppelter Verriegelung und roter Backsteinausfachung. Außermittige Tordurchfahrt, Giebelfelder mit vertikalem Holzbohlenbehang. 1753 errichtet. | 33764910 | BW             |
| Am Schmiedeberg 2 52° 32′ 20″ N, 10° 9′ 11″ O      | Wohn-/Wirtschaftsgebäude        | Dreiständer-Fachwerkbau auf Backsteinsockel unter Halbwalmdach in roter Hohlpfannendeckung. Östliche Giebelseite mit leicht außermittigen Toreinfahrt mit Vorschauer, im Torsturz Inschrift. Giebelfeld darüber über als Profilgesims ausgestalteten Gebälk leicht vorkragend mit Ausfachungen mit Putz sowie Holzbohlen. Fachwerkgefüge mit zweifeldigen Streben, zweifacher Verriegelung und roter Backsteinausfachung. 1695 (i) errichtet. | 33764889 | BW             |
| Am Thie 1 52° 32′ 23″ N, 10° 9′ 25″ O              | Speicher                        | Zweigeschossiger Fachwerkbau unter Satteldach in roter Hohlpfannendeckung. Symmetrisches Fachwerkgefüge mit entgegenlaufenden geschosshohen Streben und einfacher Verriegelung, Ausfachungen in Lehmstakung, teils mit Backstein ersetzt. Um 1800 errichtet. | 33764931 |                |
| Am Thie 4 52° 32′ 18″ N, 10° 9′ 30″ O              | Scheune                         | Eingeschossiger Backsteinbau unter Satteldach in Hohlpfannendeckung. Fassaden durch Lisenen sowie Konsolgesimse strukturiert, Öffnungen mit Segmentbögen. Westliches Giebelfeld mit Spitzbögen gestalterisch betont. Südliche Traufseite mit zwei hohen Zwerchgiebeln mit Ladestöcken. 1894 errichtet. | 33764950 | BW             |
| Eicklinger Straße 8 52° 32′ 30″ N, 10° 9′ 55″ O    | Herrenhaus                      | Zweigeschossiger, breitgelagerter Fachwerkbau auf Sockel unter Halbwalmdach in Falzziegeldeckung. Neunachsige Hauptfassade mit achsenmittigen Zugang hinter Freitreppe und Altanvorbau. Fassade gänzlich im horizontalen Bohlenbehang des 19. Jh. verschalt. Ebenfalls achsenmittig dreiachsiges Zwerchhaus mit Fußwalm, Pilasterstellung und Spitzgiebel mit Oculus sowie Vertikalbehang. Kleine Dachhäuschen mit Segmentbogengiebel flankieren das Zwerchhaus. Zur Innenausstattung gehört: Treppenanlage der großen Eingangshalle sowie zwei Fayence-Turmöfen der Erbauungszeit. | 33764988 | BW             |
| Eicklinger Straße 8 52° 32′ 28″ N, 10° 9′ 55″ O    | Kutscherhaus                    | Eingeschossiger Fachwerkbau unter Satteldach in Ziegelpfannendeckung. Fachwerkgefüge mit zweifeldigen Streben und verputzter Ausfachung. | 33765009 | BW             |
| Eicklinger Straße 8 52° 32′ 28″ N, 10° 9′ 59″ O    | Pavillon                        | Oktogonaler Monopteros auf Ziegelsockel unter geschwungener Dachhaube in Krempziegeldeckung. Toskanische Dreiviertelsäulen und Rundbogenarkaden. Kuppel von Engelsfigur bekrönt. Wetterfahne mit den Initialen „JHVL“ (Johann Hermann von Lüneburg). | 33765030 | BW             |
| Eicklinger Straße 8 52° 32′ 29″ N, 10° 9′ 50″ O    | Toranlage                       | Klassizistische Toreinfahrt mit erhaltenen vier Sandstein-Torpfeilern. Profiliert mit auskragenden Aufsätzen mit Palmetten-/Ornamentfries. | 33765051 | BW             |
| Eicklinger Straße 8 52° 32′ 30″ N, 10° 10′ 1″ O    | Park                            | Park westlich und südlich des Gutshofes mit altem Baumbestand und teils erhaltenen Gräben der ehem. Wasserburg. Angelegt um 1790, jedoch einzelne Bäume älter u.a. Flatterulme, Eichen, Rotbuchen. | 33765070 | BW             |
| Hänigser Straße 7 52° 32′ 12″ N, 10° 8′ 45″ O      | Mehrfamilienhaus                | Zweigeschossiger, traufständiger verputzter Massivbau auf Kellersockel unter Satteldach in roter Hohlpfannendeckung. Westseite mit achsenmittigen und verbretterten Zwerchgiebel. Fassade durch Backstein-Bänderungen und Einfassungen strukturiert, Ostfassade vollständig in Backsteinsichtmauerwerk ausgeführt. Um 1920 errichtet. | 33765091 | BW             |
| Im Brinksitzerwinkel 4 52° 32′ 25″ N, 10° 9′ 11″ O | Wohn-/ Wirtschaftsgebäude       | Dreiständer-Fachwerkbau auf Feldstein-/Backsteinsockel unter Schopfwalmdach in roter Hohlpfannendeckung. Östliche Giebelseite mit außermittiger Toreinfahrt mit Vorschauer, Giebelfeld über als Profilband ausgestaltetem Gebälk leicht vorkragend. Schwelle und Torsturz mit Inschriften. Fachwerkgefüge mit zweifeldigen Streben und roter Backsteinausfachung, teil geschlämmt, Giebelfeld mit verputzten Gefachen. 1695 errichtet. | 33765110 | BW             |
| Kirchstraße 1 52° 32′ 20″ N, 10° 9′ 21″ O          | Pfarramt                        | Eingeschossiger, breitgelagerter Fachwerkbau unter Halbwalmdach in Ziegelpfannendeckung. Achsenmittig zur Nordseite Hauptzugang hinter Vordach in Zierfachwerk. Achsenmitte risalitartig vorkragend, mit vorkragenden OG über Gebälk mit gerundeten Balkenköpfen und Ziegel-Formsteinen. Achsenmitte mit Zierfachwerk mit Andreaskreuzen, Hervorhebung über spitz zulaufende Fenster. Restliches Fachwerkgefüge mit Andreaskreuzverstrebungen und roter Ziegelsichtausfachung. Zwerchhaus von zwei Dachgauben flankiert. | 33765148 |                |
| Kirchstraße 3 52° 32′ 20″ N, 10° 9′ 18″ O          | Wohn-/Wirtschaftsgebäude        | Giebelständiger Vierständer-Fachwerkbau auf Sockel unter Halbwalmdach in Ziegelpfannendeckung. Nördliche Giebelseite mit Tordurchfahrt mit Vorschauer, im Schwellriegel und dem Torsturz Inschriften mit Datierung „1888“, darüber Ladestock. Fachwerkgefüge mit Unterrähmkonstruktion, Ausfachungen in roter Ziegelsichtsetzung. | 33765167 |                |
| Kirchstraße 3 52° 32′ 21″ N, 10° 9′ 16″ O          | Ehrenmal                        | | 33765129 | BW             |
| Kirchstraße 4 52° 32′ 22″ N, 10° 9′ 21″ O          | Ehem. Küsterhaus mit Schule     | Eingeschossiger dreiständer-Fachwerkbau auf Ziegelsockel unter Halbwalmdach in Ziegelpfannendeckung. Zur südlichen Giebelseite außermittige Tordurchfahrt (Groot Dör) mit Vorschauer, zum Hauseingang umgebaut, darüber Ladeluke. Fachwerkgefüge mit zweifeldigen Streben sowie Ziegelsichtausfachung, südlich Kopfwinkelhölzer in den Ständern. Nördliches Wohnkammerfach breiter ausgebaut, westlich Stallanbau. | 33765186 |                |
| Kirchstraße 6 52° 32′ 22″ N, 10° 9′ 19″ O          | St.-Marien-Kirche               | Kleine Saalkirche in Backsteinmauerwerk mit niedrigem Polygonalchor mit westlichem Fachwerk-Dachreiter. Langschiff unter Satteldach in Ziegelpfannendeckung, hohe werksteingefasste Segmentbogenfenster mit Schlussstein. Chor mit breiten Spitzbogenfenstern mit Glasmalereien sowie südlichen Portal, beide überstabt und wechselweise mit glasierten Ziegeln akzentuiert. Rundherum mit Strebepfeilern mit Kaffgesimsen vertikal gegliedert. Im Norden kleiner Sakristeianbau unter abgeschleppten Dach, innen zweijochig gewölbt. Westlicher Dachreiter in Fachwerk mit zweifeldrigen Streben und Backsteinsichtausfachung, andere Seiten verputzt. Hölzerne Schallarkaden, südlich Turmuhr, oberer Abschluss mit Satteldach in Ziegelpfannendeckung. Geschnitzter Flügelaltar um 1490, Kruzifix Anfang 16. Jh. auf Kreuz um 1480, Orgel mit Barockprospekt von 1707, Kanzel und Taufbecken aus dem 18. Jh, Emporenbrüstung mit Wappen der ehemaligen Patronatsprieche (18. Jh.) wie auch Epitaphe aus der Renaissance. Saalraum mit hölzernen Voutendecke überfangen, Wände mit Blendnischen gegliedert. | 33765207 | Weitere Bilder |
| Kirchstraße 6 52° 32′ 23″ N, 10° 9′ 19″ O          | Kirchhof                        | Mit altem Baumbestand und historischen Grabmalen. Bis 1904 als Begräbnisstelle genutzt. | 33765229 | BW             |
| Kirchstraße 16 52° 32′ 23″ N, 10° 9′ 7″ O          | Wohn-/Wirtschaftsgebäude        | Eingeschossiges Fachwerk-Zweiständerhaus auf Sockel unter Halbwalmdach. Fachwerkgefüge mit teils gekuppelten Ständern sowie roter Ziegelsichtausfachung. Zur Südseite zwei Zugänge zum Wohn- und ehemaligen Wirtschaftsteil. Im Kern wohl 1716 errichtet. | 33765248 |                |
| Schulstraße 1 52° 32′ 17″ N, 10° 9′ 26″ O          | Wohn-/ Wirtschaftsgebäude       | Zweiständer-Fachwerkbau unter Schopfwalmdach. Nordgiebel leicht vorkragend mit als Profilband ausgestaltetem Gebälk mit Inschrift im Schwellriegel. Symmetrisches Fachwerkgefüge mit roter Backsteinausfachung. 1716 errichtet. | 33765349 | BW             |
| Schulstraße 10 52° 32′ 19″ N, 10° 9′ 10″ O         | Wohn-/ Wirtschaftsgebäude       | Dreiständer-Hallenhaus unter Schopfwalmdach in roter Hohlpfannendeckung, im Hofgefüge zurückgesetzt. Am Ostgiebel leicht außermittige ehemalige Tordurchfahrt, Giebelfeld über Gebälk mit gerundeten Füllhölzern sowie Balkenköpfen leicht vorkragend, dort Gefache mit Holzbohlen. Südlicher Hauptzugang zum Wohnteil. Mitte 18. Jh. errichtet. | 33765328 | BW             |
| Schulstraße 10 52° 32′ 19″ N, 10° 9′ 11″ O         | Scheune                         | Südöstliche Erweiterung des Hallenhauses mit versetzt vorgelagertem Scheunentrakt. Zweigeschossiger Fachwerkbau unter asymmetrischen Satteldach, zum Hofraum mit Überstand. Fachwerkgefüge mit roter Backsteinausfachung. Um 1930 errichtet. | 33765286 | BW             |
| Schulstraße 10 52° 32′ 19″ N, 10° 9′ 11″ O         | Stall                           | | 33765307 | BW             |
| Uetzer Weg 4 52° 32′ 15″ N, 10° 9′ 19″ O           | Wohn-/ Wirtschaftsgebäude       | Zweiständer-Fachwerkbau in Jochbalkenzimmerung auf Backsteinsockel unter Schopfwalmdach mit roter Hohlpfannendeckung. Östliche Giebelseite mit Dielentor mit Vorschauer, Torsturz sowie Schwellriegel mit Inschriften der wohl 1930er Jahre. Fachwerkgefüge mit roter Backsteinausfachung, Gebäude durch spätere Umbauten verändert. 1669 errichtet. | 33765349 | BW             |